# Dugan (cràter)
Dugan és un cràter d'impacte que es troba a la part nord de la cara oculta de la Lluna, al sud-oest del gran cràter Schwarzschild, i cap al nord del cràter Compton.

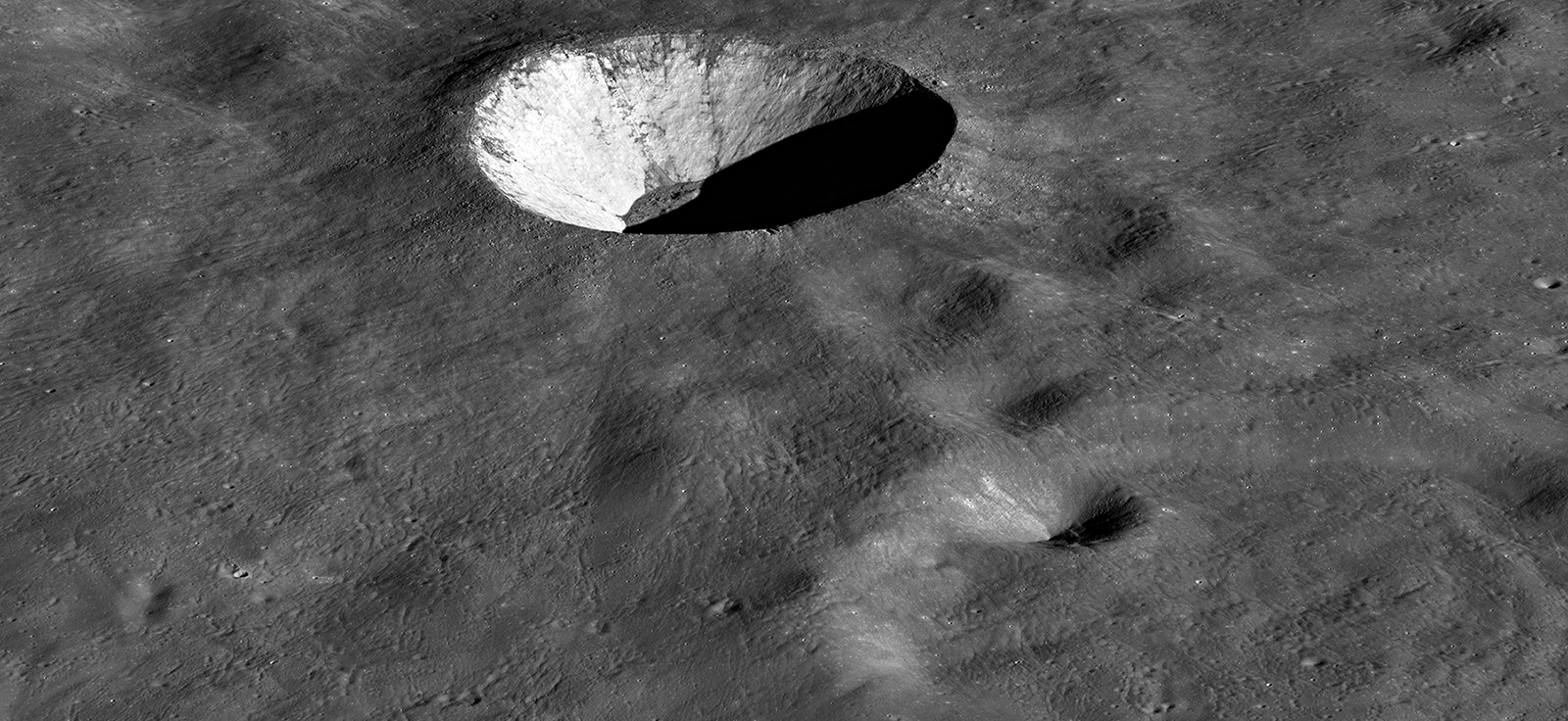
Fotografia de la missió LRO
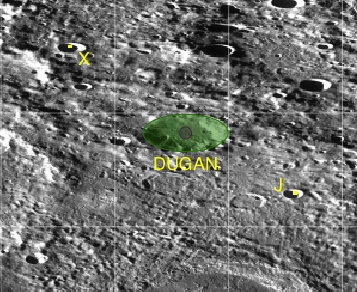
Cràters satèl·lit
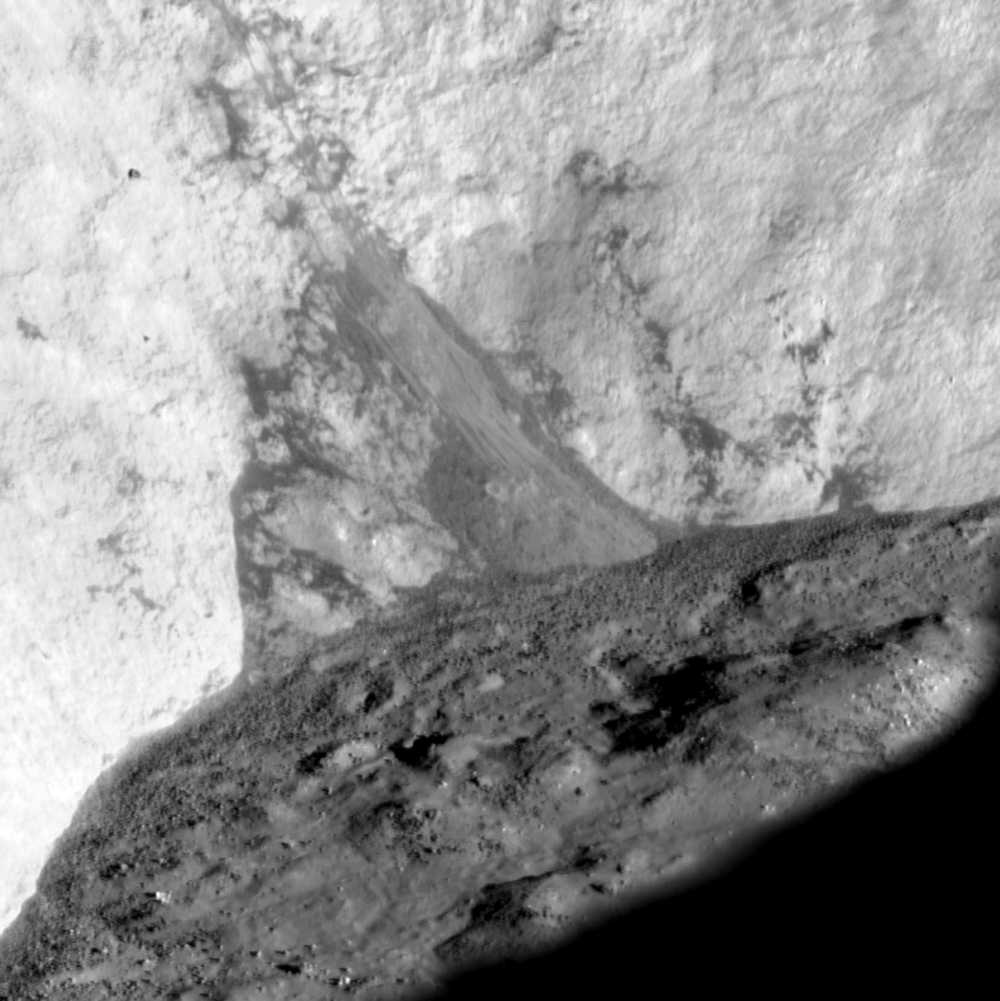
Fotografia de la missió LRO

Es tracta d'un cràter molt desgastat i erosionat amb una paret exterior que forma un anell irregular de pics i valls que envolten el sòl interior, que no té relativament trets distintius. El cràter actualment és poc més que una depressió circular al terreny lunar accidentat. Els cràters presenten una aparença suavitzada, possiblement a causa de l'efecte d'ejeccions superposades dels cràters Schwarzschild i Compton, molt més grans.

## Cràters satèl·lit
Per convenció aquests elements són identificats en els mapes lunars posant la lletra en el costat del punt central del cràter que està més proper a Dugan.
| Dugan | Coordenades                            | Diàmetre |
| ----- | -------------------------------------- | -------- |
| J     | 61° 36′ N, 108° 00′ E / 61.6°N,108.0°E | 13 km    |
| X     | 67° 48′ N, 98° 30′ E / 67.8°N,98.5°E   | 14 km    |